# Stötande hund

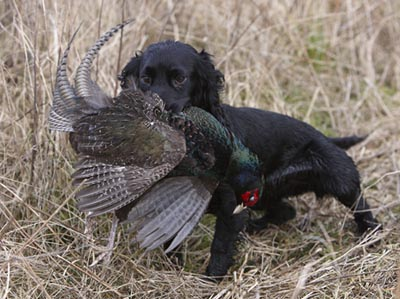
Jaktcocker apporterar en fasantupp.

Stötande hundar är jakthundar som används vid småviltjakt. Enligt den internationella kennelfederationen Fédération Cynologique Internationales (FCI) rasgruppsindelning ingår de i grupp 8, stötande och apporterande hundar, sektion 2, stötande hundar. De flesta i denna sektion är av typen spaniel. Men även hundar av andra typer kan användas vid jakt med stötande hund. I praktiken är det främst de varianter av cocker spaniel och engelsk springer spaniel som går under benämningen jaktspaniel.
Hunden ska söka av terrängen "under bössan" dvs inte längre från föraren att föraren kan nå det vilt hunden stöter upp med ett skott från sitt hagelvapen. Det innebär i praktiken att hunden ska befinna sig högst tjugo meter från jägaren i sidled och högst tio meter framför föraren.
Hunden ska stöta småvilt (kanin, hare, fasan, ripa osv) så att jägaren får skottchans i uppsprång eller uppflog. Omedelbart efter att hunden stött fågel eller hårvilt ska den stanna och bli kvar, helst med blicken fäst på det flyende viltet. Om jägaren väljer att skjuta, ska hunden sedan på kommando apportera (hämta) villebrådet till denne och avlämna det till hans eller hennes framsträckta hand.